# لنز ام. زویکو دیجیتال ئی‌دی ۴۰–۱۵۰میلی‌متر
لنز ام. زویکو دیجیتال ئی‌دی ۴۰-۱۵۰میلی‌متر (به انگلیسی: M.Zuiko Digital ED 40-150mm lens) نام لنز دوربین عکاسی از نوع لنز تله فوتو زوم است که توسط شرکت المپوس تولید می‌شود. فاصلهٔ کانونی این لنز ۴۰ تا ۱۵۰ میلی‌متر و ضریب اف آن اف ۴٫۰ تا ۵٫۶ تا اف ۲۲ است. این لنز در ۲۰۱۰ میلادی تولید و عرضه شده‌است.